# Santuario di Fushimi Inari-taisha

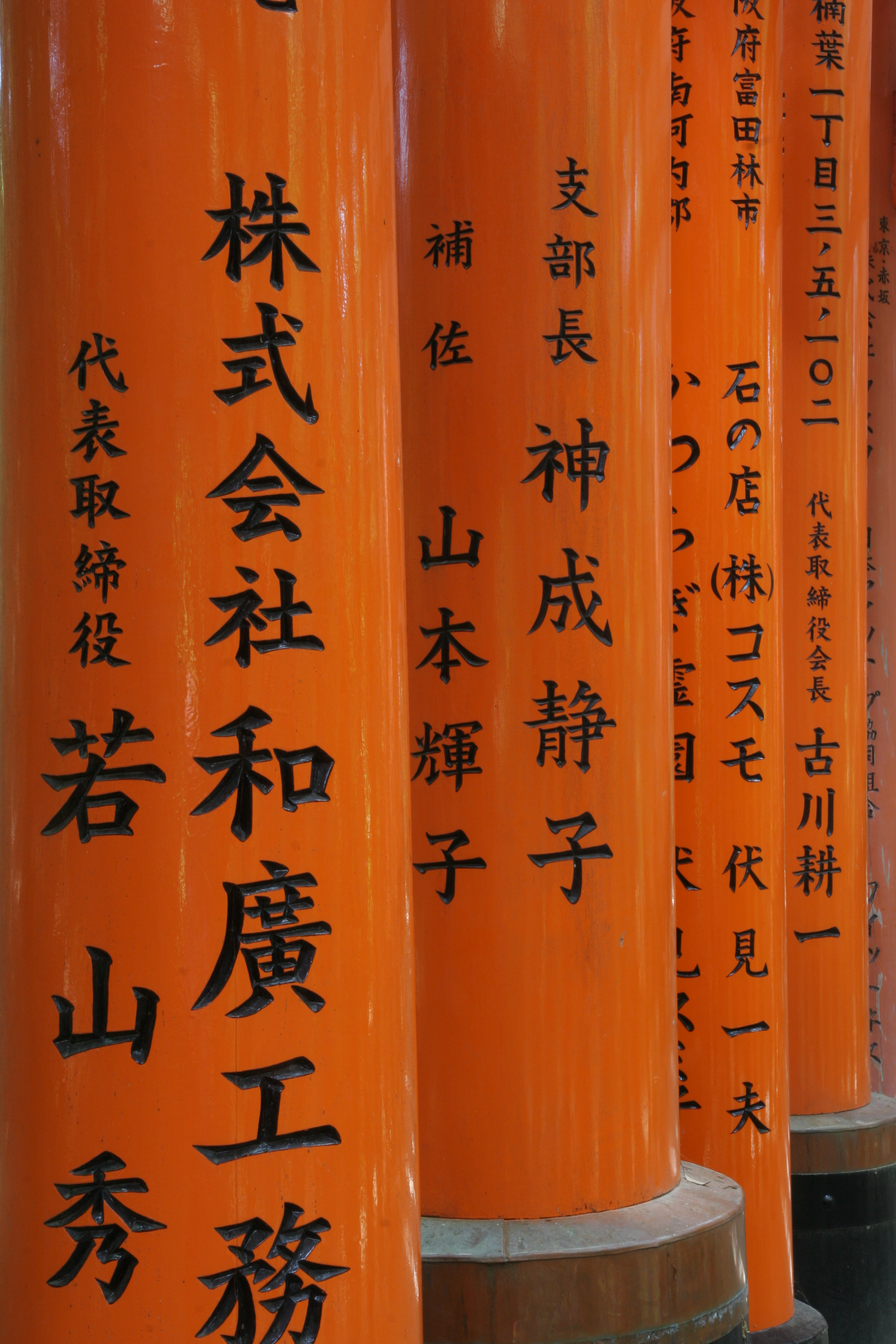
Iscrizione sui torii.

Il Fushimi Inari-Taisha (伏見稲荷大社?) è il principale santuario dedicato al kami Inari, situato nel distretto di Fushimi-ku, a Kyōto in Giappone. Il santuario si trova alla base di una montagna chiamata anch'essa Inari, che è a 233 metri dal livello del mare e che comprende diversi sentieri verso altri santuari minori.
Dai tempi antichi in Giappone Inari è sempre stato visto come il patrono degli affari, e sia commercianti sia artigiani tradizionalmente venerano Inari. In primo luogo, tuttavia, Inari è il dio del riso. Ognuno dei torii Fushimi Inari-taisha è stato donato da un'azienda giapponese.
Questo popolare santuario si dice abbia ben 32 000 sotto-santuari (分社?, bunsha) in tutto il Giappone.

## Storia

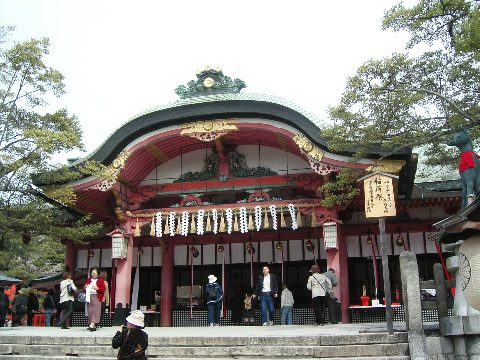
Haiden davanti allhonden.

Il santuario divenne oggetto del mecenatismo imperiale durante la prima parte del Periodo Heian. Nel 965 l'Imperatore Murakami decretò che i messaggeri portassero dei resoconti scritti degli eventi importanti ai kami guardiani del Giappone. Questi heihaku si presentarono inizialmente a 16 santuari, tra cui anche il Fushimi Inari-taisha.
Dal 1871 al 1946, il santuario di Inari è stato ufficialmente designato uno dei Kanpei-taisha (官幣大社?), ciò significa che si trovava nel primo rango dei santuari. Il santuario attira diversi milioni di fedeli per il Capodanno giapponese, nel 2006 la polizia ha dichiarato che per tre giorni furono presenti 2,69 milioni di persone, soprattutto dal Giappone occidentale.

### Strutture

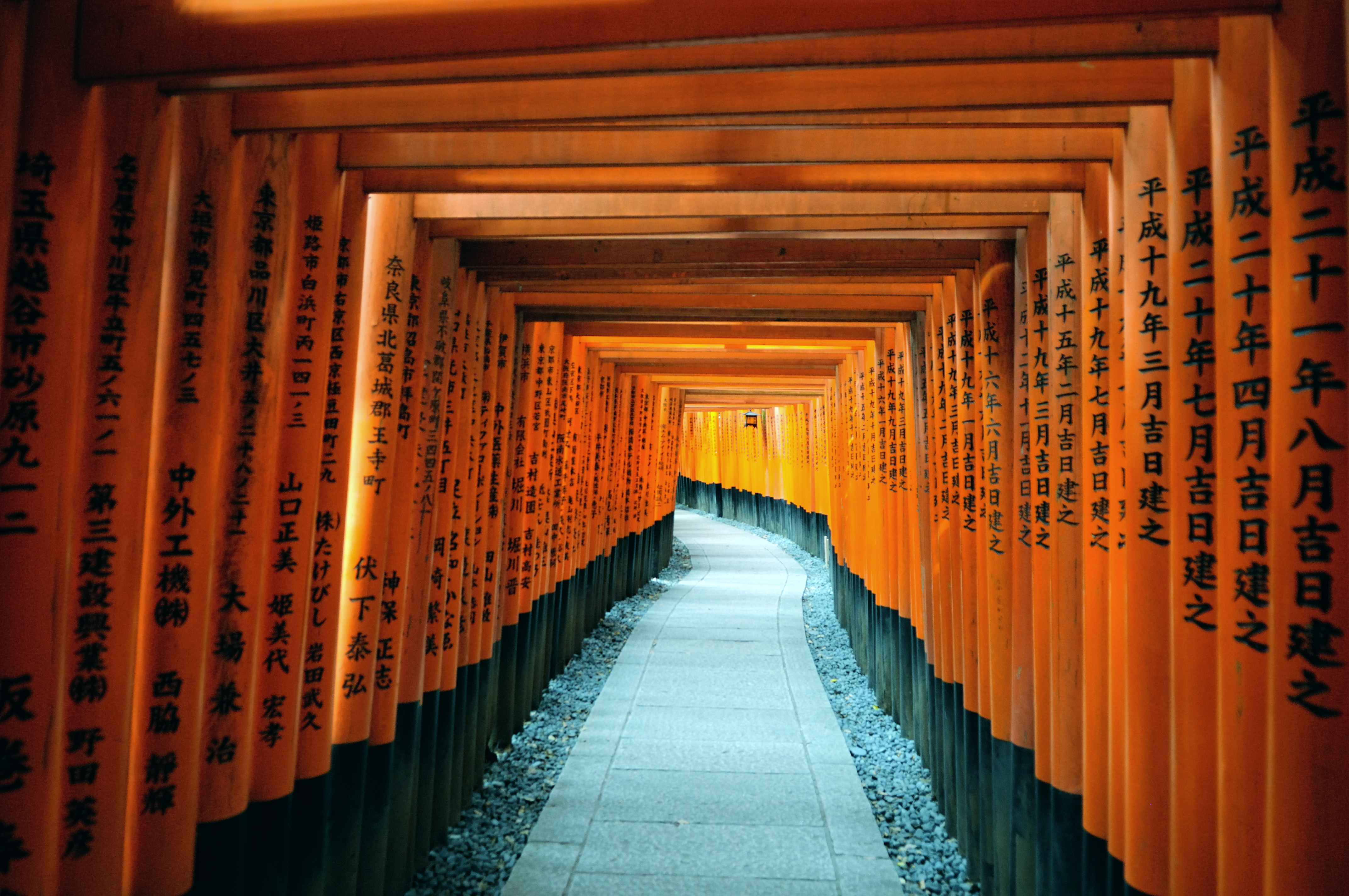
Torii ai piedi della montagna.

Le prime strutture sono state costruite nel 711 sulla collina Inariyama, nel sud-ovest di Kyoto, ma il santuario fu spostato nell'816 su richiesta del monaco Kūkai. La struttura principale del santuario è stata edificata nel 1499
Nella parte inferiore della collina ci sono la porta principale (楼門?, rōmon, lett. "porta torre") ed il santuario principale (御本殿?, go-honden). Dietro ad essi, in mezzo alla montagna, il santuario interno (奥宮?, okumiya) è raggiungibile con un sentiero fiancheggiato da migliaia di torii. Sulla cima della montagna ci sono centinaia di cumuli (塚?, tsuka) per il culto privato.
Nel libro del folclorista Kiyoshi Nozaki Kitsune: Japan's Fox of Mystery, Romance and Humor c'è l'immagine di un dipinto del 1786 raffigurante la porta principale del santuario di cui si dice che sia costruita da Toyotomi Hideyoshi.

### Le volpi

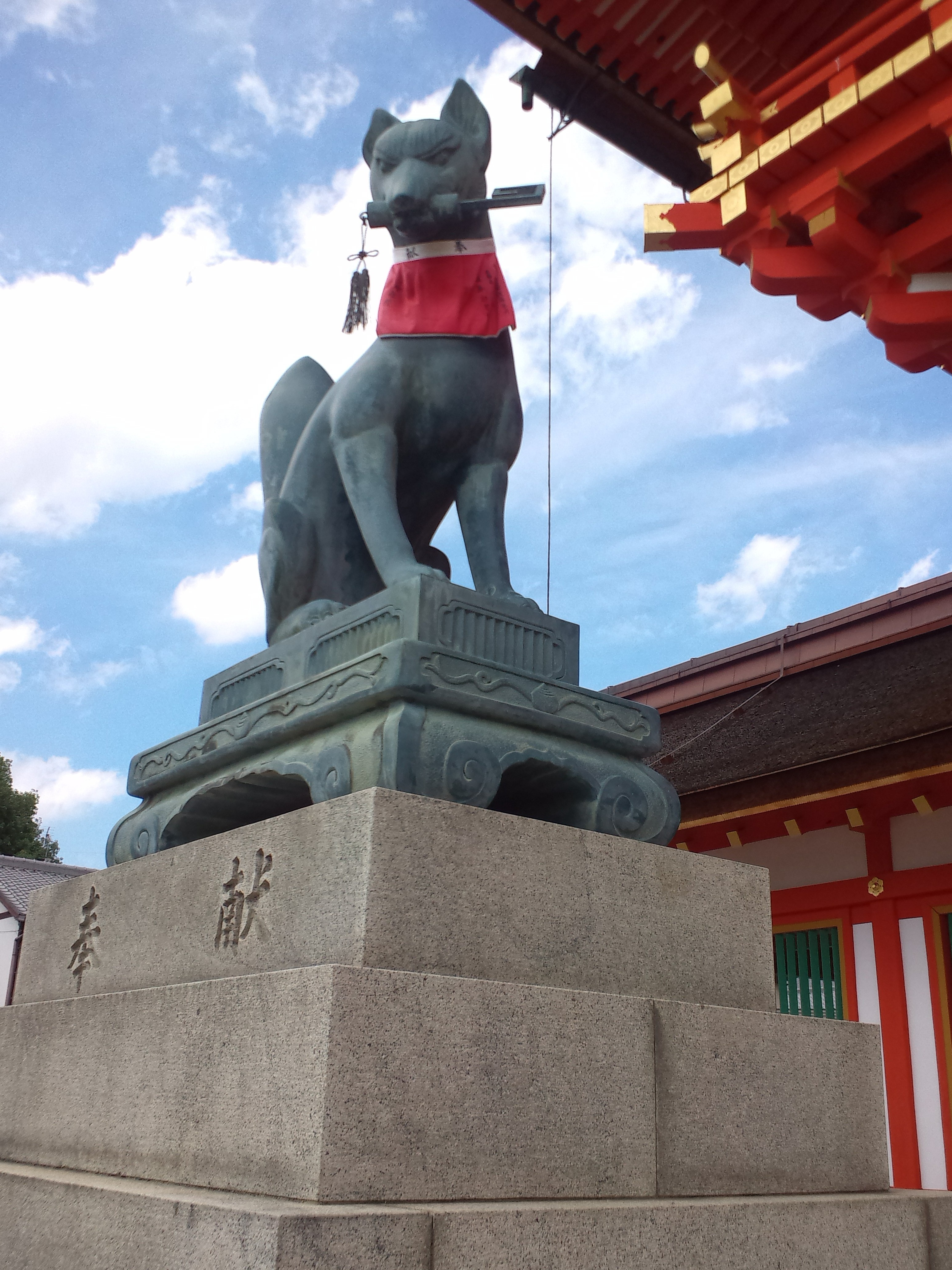
Una volpe in possesso di una chiave in bocca, alla porta principale del santuario.

Le volpi (kitsune), considerate messaggeri, si trovano spesso nei santuari di Inari. Un attributo ricorrente è la chiave (del deposito di riso) nella loro bocca. A differenza della maggior parte dei santuari scintoisti, il Fushimi Inari-taisha, in armonia con i tipici jinja di Inari, ha molte statue di volpi, che sono oggetto di venerazione.

## Geografia
Si trova vicino alla Stazione di Inari sulla Linea Nara della JR West, a 5 minuti di viaggio dalla Stazione di Kyōto. Si trova a pochi passi dalla Linea principale Keihan delle Ferrovie Keihan nella stazione di Fushimi-Inari.

### Dintorni
Nei dintorni del santuario ci sono un gran numero di negozi (辻占煎餅?, tsujiura senbei) che vendono una forma di biscotti della fortuna risalenti almeno al XIX secolo, e che sono ritenuti da alcuni l'origine dei biscotti della fortuna sino-americani.

## Nella cultura di massa moderna
Il santuario di Fushimi Inari-taisha è stato utilizzato come ambientazione per il film Memorie di una Geisha (2005), e appare inoltre nell'anime Aria (manga) (2006, episodio 5) e nella serie TV (2012, episodio 33).
Il Santuario viene citato dallo scrittore giapponese Yukio Mishima nel suo noto romanzo Il padiglione d'oro, durante la fuga del protagonista, l'abate Mizoguchi, dal Kinkaku-ji: "Volevo qualche predizione sul mio viaggio (...) e vidi, sulla destra, l'edificio principale del santuario Inari vistosamente dipinto di rosso e una coppia di volpi in pietra protette da una rete d'oro. Le volpi, vermiglie fin dentro le orecchie, tenevano in bocca un simulacro di manoscritto arrotolato" (Milano, Universale Economica Feltrinelli, 1990, pag.172).